# Craig Armstrong
Craig Armstrong (ur. 29 kwietnia 1959 w Glasgow) – brytyjski kompozytor, absolwent Royal Academy of Music. Autor muzyki filmowej; za ścieżkę dźwiękową do Moulin Rouge! wyróżniony Złotym Globem w roku 2001. Wydał cztery albumy solowe, współpracował z takimi artystami jak: Massive Attack, Madonna, Spice Girls, Pet Shop Boys, U2 i The Future Sound of London oraz zespół Texas.

## Dyskografia

### Muzyka filmowa
- Romeo i Julia (1996)
- Orphans (1997)
- Plunkett i Macleane (1999)
- Spisek doskonały (1999)
- Moulin Rouge! (2001)
- Pocałunek smoka (2001)
- Siostry magdalenki (2002)
- Spokojny Amerykanin (2002)
- To właśnie miłość (2003)
- Rozrachunek (2004)
- Ray (2004)
- Miłosna zagrywka (2005)
- Facet z ogłoszenia (2005)
- World Trade Center (2006)
- Incredible Hulk (2008)
- Wall Street: Pieniądz nie śpi (2010)
- Wyścig z czasem (2011)
- Wielki Gatsby (2013)
- Z dala od zgiełku (2015)[1]
- Snowden (2016)
- Bridget Jones 3 (2016)
- Zanim się pojawiłeś (2016)

### Albumy solowe
- The Space Between Us (1997)
- As If to Nothing (2002)
- Piano Works (2004)
- Film Works 1995 - 2005 (2005)
- It's Nearly Tomorrow (2014)

## Nagrody
- Złoty Glob Najlepsza muzyka: 2002:Moulin Rouge!
- Nagroda BAFTA Najlepsza muzyka: 2002:Moulin Rouge!
- Nagroda Grammy Najlepszy album ze ścieżką dźwiękową: 2006:Ray